# Let It Be (dal)
A Let It Be a The Beatles angol rockegyüttes dala, amely 1970. március 6-án jelent meg kislemezként, és (alternatív keverésként) a Let It Be című albumuk címadó dalaként. Paul McCartney írta és énekelte, de Lennon–McCartney szerzeményként jelölték meg. A dal kislemez verziója, amelyet George Martin készített, egy lágyabb hangzású gitárszólót tartalmaz és a zenekari szekció is kevésbé hallható, szemben a Phil Spector által készített albumverzióval, amelyen egy agresszívebb gitárszóló és gyakrabban hallható a zenekari szekció.
Abban az időben ez volt a legmagasabb debütáló daluk a Billboard Hot 100 listán, amelyen először a 6. helyen kezdett, és végül az élére került. Ez volt a The Beatles utolsó kislemeze a feloszlásuk előtt. Mind a Let It Be album, mind a The Long and Winding Road című amerikai kislemez azután jelent meg, hogy McCartney bejelentette, hogy kilép az együttesből és ezzel később az feloszlott.

## A dal szerkezete és rögzítése

### Eredete
McCartney azt mondta, hogy a Let It Be alapötlete azután jött, hogy egyszer 1968-ban, a The Beatles (vagyis a Fehér Album) ülései során történt feszült időszak alatt sokat álmodozott az édesanyjáról. Mary Patricia McCartney 1956-ban rákban hunyt el, amikor Paul még csak tizennégy éves volt. Amikor 1969 januárjában az együttes többi tagjával elpróbálta a dalt, a Mother Mary helyett McCartney időnként Brother Malcolm-ot énekelt, ami a The Beatles személyi asszisztensére, Mal Evansre utalt. McCartney később így nyilatkozott ezzel kapcsolatban: "Nagyon jó volt újra meglátogatni őt. Nagyon áldottnak éreztem magam, hogy ezt álmodhattam. Így aztán megírtam a "Let It Be"-et." Egy későbbi interjúban az anyja által elmondott álomról azt mondta: "Minden rendben lesz, csak hagyd ezt." Arra a kérdésre, hogy a Mother Mary kifejezés a dalban Szűz Máriára, Jézus anyjára utal-e, McCartney általában azt a válaszolt adja, hogy a hallgatók befogadása szerint értelmezhetik a dal üzenetét.

### Rögzítése
McCartney 1968. szeptember 19-én kezdte el a Let It Be dalt játszani a stúdióban a Piggies felvételei során. Néhány hónappal később a dalt a Twickenham Filmstudio-ban próbálták 1969. január 3-án, ahol a csoport előző nap elkezdte a Let It Be filmet forgatni. A film ezen szakaszában csak a kamerákkal való szinkronizáláshoz használt monó magnón rögzítettek dalt, és nem készítettek többsávos felvételt ezekről. Egyetlen ilyen felvételt rögzítettek, de azon mindössze McCartney zongorázik és énekel. Az első próbálkozásra a többi taggal január 8-án került sor. Ezt követően a hónap során folytatódott a munka a dalon. A többsávos felvételek január 23-án kerültek rögzítésre az Apple Studios-ban.
Az alapfelvétel 1969. január 31-én vették fel, a "Apple stúdióelőadás" projekt részeként. McCartney Blüthner típusú hangszeren zongorázott, John Lennon hathúros elektromos basszusgitáron (azonban a végső verzióban George Martin utasítására McCartney saját basszusgitárja váltotta fel), George Harrison és Ringo Starr gitáron, valamint dobon játszotta a megszokott felosztásukat, Billy Preston pedig egy Hammond-orgonán játszott. Ezen a napon két változat készült a dalhoz. Az első verzió a 27/A felvétel, ami a dal összes hivatalosan kiadott verziójának alapja volt. A másik változat pedig a 27/B, ami a Let It Be című filmben szerepelt az Apple stúdió előadásának részeként, a Two of Us és a The Long and Winding Road mellett.
2021 előtt a Let It Be filmben látható változatát soha nem adták ki hivatalosan hangfelvételként. A két változat szövege kissé eltér az utolsó versszakban. A stúdióverzióban mother Mary comes to me ... there will be an answer, míg a filmváltozatban mother Mary comes to me ... there will be no sorrow volt a szövege. Ráadásul McCartney hangteljesítménye is érezhetően különbözik mindkét verzióban: a filmváltozatban bizonyos pillanatokban durván hangzik, mivel nem használ anti-pop mikrofont; valamint van néhány falsettó ének is, amelyet ő ad elő (a be szóra kiterjesztve az e-t), például a második refrént megelőző "let it be" sorban. Végül, a második refrén után (amely F-től C-ig ereszkedik le) a dal közepén megjelenő hangszeres folytatása, amelyet az összes kiadott stúdióverzión kétszer játszanak le, a filmben csak egyszer hallható (vagy legalábbis csak ezt mutatták). A filmben használt felfogás új keverése 28. felvétel néven szerepelt a Let It Be album 2021-es Super Deluxe kiadásában.
Később 1969. április 30-án Harrison egy új áthangosított gitárszólót vett fel a január 31-i legjobbra sikerült felvételre, majd 1970. január 4-én egy másik szólót. Az első áthangosítást az eredeti kislemez megjelenéshez használták, míg a másodikat pedig az eredeti album kiadáshoz. Egyes rajongók tévesen azt hiszik, hogy az alapszámnak két változata létezett – leginkább a különböző gitárszólókon, de más áthangosítások és keverések különbségei miatt is hiszik ezt.

### Kislemez változat
A kislemez ugyanazt a borítóképet használta fel, mint ami a Let It Be albumon szerepel. A kislemez 1970. március 6-án jelent meg a brit piacon. Ennél a változatnál George Martin volt a producer és a lemez B-oldalán a You Know My Name (Look Up the Number) dal szerepelt. Ez a verzió hangszerelést és háttéréneket tartalmaz, amelyet 1970. január 4-én áthangosítottak Martin és McCartney felügyelete alatt, olyan háttérvokálokkal, amelyek Linda McCartney egyetlen ismert közreműködését tartalmazza egy Beatles-dalon. Ugyanebben az ülésszakban Harrison felvette a második áthangosított gitárszólót. A szándék egy ponton az volt, hogy a két áthangosított szóló együtt szerepeljen. A kislemez végső keverésénél ezt az ötletet elvetették, és csak az április 30-i szólót használták fel, bár a január 4-i áthangosított változat halványan hallható az utolsó versszak során. Martin ebben a verzióban nagyon mélyre keverte a hangszerelést.
A kislemez változat először a The Beatles 1967–1970 válogatásalbumán debütált. Az eredeti nyomtatás során véletlenül a dalt a 4 perc, 1 másodperces hosszra írták ki (amely a Let It Be albumon szerepelt), és nem a kislemez változat 9 másodperccel rövidebb hosszát. Ez a verzió szerepel a 20 Greatest Hits, valamint a Past Masters válogatásalbum második lemezén is.
A Let It Be nagylemez (az 1972 Melodiya kiadó által) volt a The Beatles első kiadványa a Szovjetunióban. A háromsávos, 7 hüvelykes bakelit nagylemez, ami az M62-36715/6 iktatószámmal rendelkezett az Across the Universe és az I Me Mine dalokat is tartalmazta B-oldalként.

### Album változat
1970. március 26-án Phil Spector producer újrakeverte a dalt a Let It Be albumhoz. Ez a verzió Harrison második gitárszólóját, kevesebb háttéréneket, késleltető hatást Starr lábcintjénél és kiemelkedő hangszereléseket tartalmaz. Az utolsó refrénben háromszor hangzik el a  "let it be ...", mivel a "there will be an answer" sor kétszer ismétlődik (a kislemez változaton csak egyszer ismétlődik) a "whisper words of wisdom" sor előtt, amely lezárja a dalt. Az albumon az előző szám, a Dig It végén Lennon hallható falzett hangon, amint Gracie Fields színésznőt utánozva azt mondja: "That was 'Can You Dig It' by Georgie Wood, and now we'd like to do 'Hark, the Angels Come'."

### Anthologyváltozat
A dal egy korai változata megjelenik az 1996-os Anthology 3 című válogatásalbumon. Ezt a verziót, vagyis az 1. felvételt 1969. január 25-én rögzítették. Ez még egy sokkal egyszerűbb változat, mivel McCartney még nem írta meg a végső versszakot ("And when the night is cloudy... I wake up to the sound of music..."). Ehelyett az első versszak ismétlődése hallható. Az Anthology 3-on megjelent változatban Lennon és McCartney stúdióbeszélgetései is szerepelnek az 1969. január 31-i felvétel előtt:
Lennon: Are we supposed to giggle in the solo?
McCartney: Yeah.
Lennon: OK.
McCartney: This'll – this is gonna knock you out, boy.
Ezenkívül az Anthology 3 verzió végén egy újabb január 31-i felvételen Lennon hallható, amint azt mondja: "I think that was rather grand. I'd take one home with me. OK let's track it. (Gasps) You bounder, you cheat!" (Ez utalás arra a hozzáállásra, amelyet a The Beatles a Get Back projekt kezdetén fogadott el – a "tracking" a duplázott énekhang követésére utal egy felvételen.) A dal Anthology verziójának hossza 4 perc, 5 másodperc.

### Let It Be... Nakedváltozat
A dal egy újabb verziója jelent meg a Let It Be... Naked albumon 2003-ban. Ez az újrakevert változat az 1969. január 31-i 27/A és 27/B felvételek (amelyet a Let It Be című filmhez is felhasznált) összeszerkesztése, beleértve a visszafogott gitárszólót is.
Ez a verzió egy másik zongoraszólamot tartalmaz, mint ami a kislemez és album változatban hallható. Ez a zongoraszólam részben a 28. felvételből lett kivágva, amelyet később adtak ki a Let It Be album Super Deluxe újrakiadásán 2019-ben. A bevezetőben McCartney egy extra A-basszushangot játszik le az a-moll akkord alatt (nagyon hasonló ahhoz, ahogyan a filmváltozat bevezetőjét játssza); az utolsó versszak első kettes ütemére egy standard a-moll akkordot is játszik a zongorán (a filmváltozathoz hasonlóan az "Mother" szövegnél), míg a többi változatban más a zongora dallam, ami könnyen értelmezhető kijavítatlan hibaként. A kórus vokálja ebben a verzióban hasonló a kislemez változatéhoz, de jelentősen csökkentettek a hangerején, miközben megőrizték a zengetős hanghatást. Ringo Starr nem szerette Phil Spector verzióját, ahol dobolását Spector „kazettás késleltetési effektusával” és rázókkal egészítette ki a dal második versszaka alatt, így a Let It Be... Naked változat az eredeti „lecsupaszított megközelítésű” dobolását tartalmazza. A harmadik versszakban a gitárszóló után hallható tom-tom áthangosított ütemeit is eltávolították. Starr azt is megjegyezte, hogy a Naked megjelenése után most hallgatnia kell McCartney-ra: "Megmondtam", amikor Spector produkciójáról beszélt. A dal hossza a Let It Be... Naked albumon 3 perc, 52 másodperc.

### Glyn Johns-féle mixelt változat
Glyn Johns újrakeverte a dalt 1969. május 28-án, amikor befejezte az album végső keverését. Ez a verzió akkor nem jelent meg. Ugyanezt a mixet használta 1970. január 5-én, ami egy kísérlet volt a nagylemez egyik változatának összeállítására, és ez példázza legjobban Glyn dobfelvételi technikáit. A Let It Be 1969-es Glyn Johns által újrakevert változata végül a Let It Be album 2021-es, Super Deluxe kiadásába kapott helyett.

## Közreműködött
John Winn, Mark Lewisohn, Steve Sullivan és Ian MacDonald szerint:

### The Beatles
- Paul McCartney – ének, vokál, zongora, maracas, szintetizátor, basszusgitár[32][39]
- John Lennon – vokál
- George Harrison – szólógitárok, vokál
- Ringo Starr – dob

### További zenészek
- Linda McCartney – vokál[22][39]
- Billy Preston – Hammond-orgona
- George Martin – hangszerelés
- További énekesek – zenekar

## Kislemez helyezések
The Beatles:
Megjelenés: 1970. március 6
A kislemez számai: 7 hüvelykes kislemez (Apple): Let It Be valamint a You Know My Name (Look Up the Number)
Producer: George Martin és Chris Thomas
Az Egyesült Királyság kislemezlistájának helyezése: 2
Az amerikai Billboard Hot 100 listájának helyezése: 1. szám (2 hét)
Az Egyesült Államok easy listening listájának helyezése alapján: 1. (4 hét)
Az amerikai slágerlistákon a dal számos mérföldkövet állított fel:
- The Beatles-nek ez volt az első számú dala az amerikai slágerlistákon a hetedik egymást követő évben, osztozva a rekordon Elvis Presley-vel, aki szintén elérte ezt a számot.
- George Martinnak producerként ez volt a hetedik éve, hogy egy dala Amerikában első helyezést ért el,osztozva ezzel a rekorddal Steve Sholes-szal (aki Presley producere volt).
- A dallal Lennon és McCartney hetedik egymást követő évben írtak egy olyan dalt,amely az első számú sláger volt, ami abban az időben rekordnak számított.

## Helyezések és eladások

### Helyezések
| Ország                     | Helyezések |
| -------------------------- | ---------- |
| Amerikai Billboard Hot 100 | 1          |
| Ausztrál kislemezlista     | 1          |
| Ausztriai kislemezlista    | 1          |
| Belga kislemezlista        | 3          |
| Brit kislemezlista         | 2          |
| Finn kislemezlista         | 6          |
| Holland kislemezlista      | 1          |
| Indonéz kislemezlista      | 3          |
| Ír kislemezlista           | 1          |
| Kanada RPM Top 100         | 1          |
| Magyar kislemezlista       | 1          |
| Norvég kislemezlista       | 1          |
| Nyugat-német kislemezlista | 2          |
| Olasz kislemezlista        | 1          |
| Svéd kislemezlista         | 3          |
| Svájci kislemezlista       | 1          |
| Új-Zélandi kislemezlista   | 1          |

### Eladások
| Régió              | Eladási minősítés | Eladások |
| ------------------ | ----------------- | -------- |
| Amerikai (RIAA)    | 2X Platina        | 2000000+ |
| Brit (BPI)         | Platina           | 600000+  |
| Dán (IFPI Danmark) | Arany             | 45000+   |
| Francia (SNEP)     | Arany             | 100000+  |
| Német (BVMI)       | Arany             | 250000+  |
| Olasz (FIMI)       | Platina           | 70000+   |

## Élőben
A The Beatles dalhoz kapcsolódó kisfilmjét 1970. március 1-jén mutatták be az The Ed Sullivan Show keretén belül.
Bár a dalt rendszeresen előadja McCartney fellépései során, van néhány figyelemre méltó előadás, ami kiemelkedik a tucat közül.
- 1985. július 13-án McCartney előadta a dalt a Live Aid jótékonysági koncert egyik záró felvonásaként. A becslések szerint a műsort egymilliárd fő nézte meg globálisan a televíziókon keresztül. A produkciót technikai nehézségek sújtották mikor McCartney zongorajátékának első két percében meghibásodott a mikrofonja, ami megnehezítette és lehetetlenné tette a tévénézők, valamint a stadionban lévő közönséget, hogy hallják őt énekelni. Ennek eredményeként a korábban fellépett előadók (úgy mint David Bowie, Bob Geldof, Alison Moyet és Pete Townshend) visszatértek a színpadra, hogy támogassák őt énekükkel. Később McCartney még viccelődött is ezen a a dalszöveg megváltoztatása során: "There will be some feedback, let it be". Utána újra hallható volt Paul énekhangja.[66]
- 1998-ban egy 700 fős gyülekezet előtt McCartney, Harrison és Starr elénekelte a dalt Linda McCartney emlékművének avatása alkalmával a Trafalgar Square-en található St Martin-in-the-Fields templomban.[67]
- McCartney a Concert for New York City jótékonysági koncert (amelyet  2001. október 20-án a New York-i Madison Square Garden-ben, a szeptember 11-i terrortámadásokat követően) fináléjának részeként is előadta a dalt, amelybe bevonta a közönséget is.
- A 2003-as moszkvai Vörös téren tartott koncertje előtt McCartney magánkoncert keretén belül előadta a dalt Vlagyimir Putyin orosz elnöknek a Kremlben.[68]
- 2008. július 18-án McCartney előadta Billy Joel-el és együttesével közreműködve énekelte a dalt a New York-i Queens-ben található Shea Stadionban szervezett búcsúkoncerten, mielőtt az építményt lebontották volna.
- 2012. június 4-én McCartney előadta a dalt a Concert for the Queen ünnepség során (II. Erzsébet királynő gyémánt jubileuma idején) egy egyveleg részeként.
- 2022. június 25-én McCartney előadta a dalt a Glastonbury Fesztiválon, a Pyramid színpadán tartott koncertjének főszámaként. A több mint 100 000 fős tömeg együtt énekelt, valószínűleg ez volt a a legnagyobb tömeg, amelyet a színpadon valaha láthattak.[69]

## A Ferry Aid változat
1987-ben a dalt a Ferry Aid jótékonysági együttes (amelynek tagjai között ott volt McCartney is) rögzítette. Három hétig az Egyesült Királyság kislemezlistáján az első helyet volt, és számos más európai
országban is a legjobb tíz közé került. McCartney versszakait a The Beatles Let It Be üléseinek eredeti felvételéit is felhasználta. A Ferry Aid a Let It Be című dalt jótékonysági kislemezként írta, hogy pénzt gyűjtsön a zeebruggei katasztrófa áldozatainak. A kiemelt művészek között volt McCartney mellett Boy George, Mark Knopfler és Kate Bush, valamint más médiaszemélyiségekből és zenészekből álló együtteskórus. Noha McCartney hozzájárult a The Beatles felvételinek felhasználásához, mégis lefilmezte saját magát, amint a dalra tátog, hogy szerepeljen a videoklipben. A kislemez a brit piacon több mint 500 000 példányban kelt el, amellyel aranylemez minősítést érdemelt ki. Ezenkívül a feldolgozás Norvégiában és Svájcban is első helyen szerepelt.

### A kislemez dalai
|    | Cím                            | Hossz |
| -- | ------------------------------ | ----- |
| 1. | Let It Be                      | 6:08  |
| 2. | Let It Be (The Gospel Jam mix) | 2:50  |

### Helyezések
| Ország                     | Helyezés |
| -------------------------- | -------- |
| Ausztriai kislemezlista    | 4        |
| Belga kislemezlista        | 3        |
| Brit kislemezlista         | 1        |
| Francia kislemezlista      | 8        |
| Holland kislemezlista      | 3        |
| Norvég kislemezlista       | 1        |
| Nyugat-német kislemezlista | 3        |
| Olasz kislemezlista        | 1        |
| Svéd kislemezlista         | 9        |
| Svájci kislemezlista       | 1        |
| Új-Zélandi kislemezlista   | 4        |

## Fordítás
Ez a szócikk részben vagy egészben  a   Let It Be (Beatles song) című angol Wikipédia-szócikk fordításán alapul.  Az eredeti cikk szerkesztőit annak laptörténete sorolja fel. Ez a jelzés csupán a megfogalmazás eredetét és a szerzői jogokat jelzi, nem szolgál a cikkben szereplő információk forrásmegjelöléseként.

### Angol nyelvű
- Lewisohn, Mark: The Complete Beatles Recording Sessions. London: Hamlyn, 1988. ISBN 978-0-600-63561-1
- Spitz, Bob: The Beatles: The Biography. Little Brown, 2005. ISBN 0-316-80352-9

### Magyar nyelvű
- Bánosi György – Tihanyi Ernő: Beatles zenei kalauz. Az együttzenélés és a szólóévek. 1958–1999. Budapest: Anno Kiadó, 1999. ISBN 963-853-895-3
- Ian Macdonald: A fejek forradalma. A Beatles és a hatvanas évek. (ford. Révbíró Tibor) Budapest: Helikon Kiadó, 2015. ISBN 978-963-227-468-3
- Marsi József: Beatles Kódex – A Beatles együttes teljes életművének enciklopédiája. (bővített kiadás) Budapest: Könyvműhely, 2022. ISBN 978-615-01-5036-9

## Külső hivatkozás
- Allan W. Pollack megjegyzései a Let It Be dalhoz